# Max Geuter
Max Geuter (* 16. September 1937 in Aachen; † 27. August 2018) war ein deutscher Fechter und Fechtfunktionär. Er wurde deutscher Meister und nahm drei Mal an Olympischen Spielen teil. Nach seiner Karriere als aktiver Fechter war er als Vizepräsident des Deutschen Fechter-Bundes, Generalsekretär des europäischen Fechtverbandes sowie Mitglied des Exekutivkomitees der Fédération Internationale d’Escrime tätig. Bei seinem früheren Fechtverein, dem FTV 1860 Frankfurt, war Geuter Ehrenpräsident.

## Sportliche Erfolge
Geuter begann mit dem Fechten im Jahr 1954 beim FTV Frankfurt, nachdem er zuvor schon verschiedene andere Sportarten ausprobiert hatte. 1963 wurde er deutscher Meister mit dem Degen. Im Florettwettbewerb wurde er im selben Jahr Dritter. 1964 und 1972 wurde er Vizemeister mit dem Degen, 1970 belegte er den dritten Platz. Mitte der 1960er-Jahre verbrachte Geuter über ein Jahr in den Vereinigten Staaten, durfte dort an den nationalen Meisterschaften im Fechten teilnehmen und gewann 1966 die amerikanischen Degenmeisterschaften.
In den Jahren 1964 bis 1972 nahm Geuter drei Mal an den Olympischen Spielen teil, startete jedoch niemals im Einzel, sondern nur als Teil der Herrendegen-Mannschaft. Für die Olympischen Spiele 1960 in Rom wurde er ohne ersichtlichen Grund nicht nominiert. Diese Erfahrung und die Nichtberücksichtigung in den Einzelwettbewerben bei den späteren Olympischen Spielen führten bei Geuter zu Frustration und Unzufriedenheit mit den damaligen Funktionären, insbesondere mit dem damaligen Präsidenten des Deutschen Fechter-Bundes, Klaus Dieter Güse. Das beste Ergebnis Geuters mit der deutschen Degenmannschaft war ein vierter Platz bei den Olympischen Spielen 1968 in Mexiko-Stadt. 1964 in Tokio belegte die Mannschaft Platz 6, 1972 in München schied sie in der dritten von fünf Runden aus.

## Laufbahn als Funktionär
Geuter begann seine Funktionärslaufbahn als Sportwart in Hessen. 1978 wurde er als Vizepräsident des Deutschen Fechter-Bundes zuständig für Inneres, 1985 schließlich Vizepräsident für den Leistungssport. Während seiner Zeit als Verantwortlicher für den Leistungssport gewannen die deutschen Fechter, geführt von Bundestrainer Emil Beck, 284 internationale Medaillen. Auf internationaler Ebene war Geuter als Kampfrichter in allen drei Waffen tätig, war Mitglied mehrerer Kommissionen des internationalen Fechtverbandes FIE und wurde 1993 in dessen Exekutivkomitee gewählt. Parallel dazu war er Generalsekretär des Europäischen Fechtverbandes EFC. Als eine seiner größten Leistungen gilt die Einführung des Seniorenfechtens beginnend mit den ersten Weltmeisterschaften im Herrendegen in Kapstadt 1997. 2016 wurde er als Präsident in den Seniorenrat gewählt. Im Dezember 2017 beendete Geuter seine Tätigkeit beim Exekutivkomitee der FIE, beim EFC-Kongress im Juni 2018 sollte er auch seinen Posten beim europäischen Fechtverband abgeben. In seinem Fechtverein, dem FTV 1860 Frankfurt, war Geuter Ehrenpräsident. Er war einer von neun Ehrenmitgliedern des Deutschen Fechter-Bundes. 2000 wurde er zum Ehrenmitglied der FIE gewählt und wenige Jahre später in die Hall of Fame der FIE aufgenommen. Geuter starb am Montag, dem 27. August 2018.